# Gouvernement Rudd II
Commonwealth d'Australie
Gillard II Abbott
Le gouvernement Rudd II (en anglais : Second Rudd Ministry) est le 68e gouvernement du Commonwealth d'Australie, entre le 27 juin et le 18 septembre 2013, durant la 43e législature de la Chambre des représentants.

## Historique du mandat
Dirigé par l'ancien Premier ministre travailliste Kevin Rudd, ce gouvernement est constitué par le Parti travailliste australien (Labor). Seul, il dispose de 72 représentants sur 150, soit 48 % des sièges de la Chambre des représentants. Il bénéficie du soutien sans participation des Verts australiens (Greens) et d'indépendants, qui disposent ensemble de quatre représentants, soit 0,3 % des sièges de la Chambre.
Il est formé à la suite de la démission de Julia Gillard, au pouvoir depuis juin 2010.
Il succède donc au gouvernement Gillard II, constitué et soutenu de la même manière.
Le 26 juin 2013, le représentant de la circonscription de Griffith Kevin Rudd, Premier ministre entre 2007 et juin 2010, puis ministre des Affaires étrangères de septembre 2010 à février 2012, dépose une motion de défiance contre Gillard. Il l'emporte par 57 voix contre 45 à la chef de l'exécutif sortant, qui se démet aussitôt. Trois mois plus tôt, le ministre du Développement régional Simon Crean avait remis en cause le leadership de Gillard et celle-ci avait été réélue sans opposition à la tête du Labor, Rudd ayant refusé de postuler. La victoire de Kevin Rudd est notamment due au changement de position du ministre de l'Emploi Bill Shorten, qui accorde son soutien au futur vainqueur après avoir soutenu sa rivale lors de leurs deux précédentes confrontations, en 2010 et 2012.
Assermenté dans la foulée par le gouverneur général Peter Cosgrove, Kevin Rudd présente dès le lendemain son gouvernement de 29 ministres, dont 19 participent au cabinet. Le nouveau chef adjoint du parti Anthony Albanese remplace son prédécesseur Wayne Swan comme vice-Premier ministre, tandis que Chris Bowen succède à Swan en tant que ministre des Finances. À l'inverse, le ministre des Affaires étrangères Bob Carr — qui avait pris la suite de Rudd l'année précédente — est confirmé dans ses responsabilités.
À peine dix semaines après l'entrée en fonction du gouvernement Rudd II se tiennent les élections fédérales du 7 septembre 2013. Alors qu'en 2010, travaillistes et centre droit avaient réalisé une égalité parfaite, ce scrutin voit la victoire nette de la Coalition. Le 18 septembre, le chef du Parti libéral australien Tony Abbott forme son propre exécutif.
Avec un mandat de seulement 83 jours, il s'agit du gouvernement le plus bref depuis le premier cabinet de Malcolm Fraser, formé dans le cadre de la crise constitutionnelle de 1975.

## Composition
| Fonction | Titulaire | Titulaire        | Parti |
| --- | --------- | ---------------- | ----- |
| Premier ministre |           | Kevin Rudd       | Labor |
| Vice-Premier ministre Ministre des Infrastructures et des Transports Ministre du Haut débit, des Communications et de l'Économie numérique                              |           | Anthony Albanese | Labor |
| Ministre du Budget et de la Déréglementation Ministre des Relations avec le Sénat                                                                                       |           | Penny Wong       | Labor |
| Ministre des Finances |           | Chris Bowen      | Labor |
| Ministre de la Défense |           | Stephen Smith    | Labor |
| Ministre des Affaires étrangères |           | Bob Carr         | Labor |
| Ministre de l'Éducation Ministre du Dialogue social |           | Bill Shorten     | Labor |
| Ministre de l'Innovation, de l'Industrie, de la Science et de la Recherche Ministre de l'Enseignement supérieur                                                         |           | Kim Carr         | Labor |
| Ministre de l'Environnement, du Patrimoine et des Eaux Ministre du Changement climatique                                                                                |           | Mark Butler      | Labor |
| Ministre des Ressources et de l'Énergie Ministre du Tourisme Ministre des Petites entreprises                                                                           |           | Gary Gray        | Labor |
| Procureur général Ministre des Situations d'urgence Ministre d'État spécial Ministre de la Fonction publique et de l'Intégrité                                          |           | Mark Dreyfus     | Labor |
| Ministre de l'Agriculture, de la Pêche et des Forêts |           | Joel Fitzgibbon  | Labor |
| Ministre de la Santé et de la Recherche médicale |           | Tanya Plibersek  | Labor |
| Ministre de la Famille, des Services communautaires et des Affaires aborigènes Ministre des Réformes pour le handicap                                                   |           | Jenny Macklin    | Labor |
| Ministre de la Santé mentale et des Personnes âgées |           | Jacinta Collins  | Labor |
| Ministre de l'Emploi Ministre des Compétences et de la Formation |           | Brendan O'Connor | Labor |
| Ministre de l'Immigration, du Multiculturalisme et de la Citoyenneté Ministre des Arts Vice-président du Conseil exécutif                                               |           | Tony Burke       | Labor |
| Ministre du Commerce |           | Richard Marles   | Labor |
| Ministre du Logement et des Sans-abris Ministre du Statut des femmes Ministre des Services communautaires Ministre de l'Emploi et du développement économique aborigène |           | Julie Collins    | Labor |
| Ministre de l'Australie régionale, des Affaires locales et des Territoires                                                                                              |           | Catherine King   | Labor |